# Бевърли Хилс Чихуахуа 3: Вива ла фиеста
„Бевърли Хилс Чихуахуа 3: Вива ла фиеста“ (на английски: Beverly Hills Chihuahua 3: Viva la Fiesta!) е издаден директно на DVD комедиен филм от 2012 г. на режисьора Лев Л. Спиро. Това е третият филм от поредата „Бевърли Хилс Чихуахуа“, и участват Джордж Лопез, Одет Анабъл и Логан Гроув. Филмът е пуснат на 18 септември 2012 г. от Walt Disney Studios Home Entertainment.